# 브라이언 프라이스 (1962년)
브라이언 로버츠 프라이스(Bryan Roberts Price, 1962년 6월 22일 ~ )는 미국의 야구 코치이다. 현재 메이저 리그 베이스볼 내셔널 리그 샌프란시스코 자이언츠의 투수코치를 맡고 있다. 선수 시절에는 마이너를 전전하다가 은퇴 후 투수 코치로 시애틀 매리너스, 애리조나 다이아몬드백스, 신시내티 레즈에서 선수들을 도왔다. 2013년 10월에 레즈의 감독으로 선임이 되어 지금까지 팀을 이끌고 있다.